# Jean Malouel
Jean Malouel, ou Jan Maelwael (1365 - 1415) foi um pintor franco-flamengo ativo na corte de Filipe II, Duque da Borgonha, trabalhando com o chamado Gótico Internacional. 
Ele presumivelmente nasceu em Nijmegen, então no Ducado de Guelders, na moderna Holanda. Foi tio dos famosos pintores de iluminuras, os Irmãos Limbourg. Trabalhou em Paris, de 1396 a 1397, e em Dijon, capital do Ducado da Borgonha, onde sucedeu Jean de Beaumetz na corte. 
Entre suas muitas encomendas, muitas foram relacionadas a pinturas decorativas em palácios. Sua obra em painéis permanece controversa. Sua obra mais reconhecida é o tondo da Pietá no Louvre, o primeiro verdadeiro tondo do Renascimento. O estilo do trabalho mistura elementos do Gótico Internacional, o estilo de corte da época. 
O altar do Martírio de St Denis com a Trindade, no Monastério de Champmol, pode ter sido iniciado por Malouel mas foi finalizado por Henri Bellechose. 
Acredita-se que Malouel foi o criador do retrato de Filipe III, Duque de Borgonha que foi copiado em várias versões mais tarde. Uma dessas versões está atualmente no Castelo de Chantilly na França. Uma grande Madonna e Menino está hoje na Gemäldegalerie em Berlim. 